# Iglesia de San Sebastián (Comayagua)
La Iglesia de San Sebastián  es una iglesia católica en Comayagua, Honduras construida en 1580 durante la época colonial de Nueva España. Es la tercera iglesia más antigua de Honduras después de la Iglesia de la Merced y la Iglesia de San Francisco. 
Es la única de las iglesias coloniales de Comayagua que está ubicada fuera del casco histórico colonial dado que esta iglesia fue construida para la población indígena y negra de la ciudad. Las demás iglesias coloniales siendo para uso de la población española y criolla de Comayagua. Su fachada es por eso un estilo más sencillo que las otras iglesias coloniales.

## Historia
Desde su fundación hasta el siglo XIX después de la independencia, personas distinguidas fueron enterradas dentro de la iglesia. Entre ellas figura José Trinidad Cabañas, enterrado en la nave principal después de su fallecimiento el 8 de enero de 1871. Otros enterrados en la iglesia son don Matías Castillo y el padre Fray Pedro Alejandro Martínez Castillo. 
En 1827, el templo sirvió de cuartel de las tropas guatemaltecas que invadieron Comayagua en ese año al mando del General José Justo Milla.

## Arquitectura
La iglesia tiene un diseño arquitectónico mayoritariamente Barroco o Barroco americano.

## Uso actual
La iglesia sigue funcionando como parroquia.